# O-Antiphonen

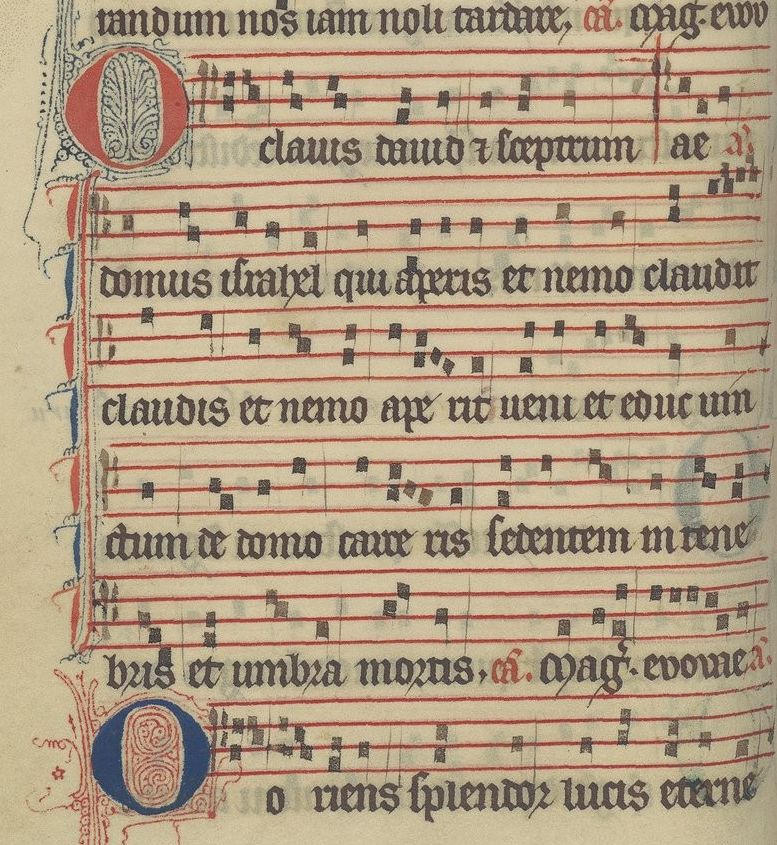
Die Antiphon O clavis David im Antiphonale von Poissy (gregorianisch)

Als O-Antiphonen werden nach ihrem Beginn in der katholischen Liturgie die Antiphonen zum Magnificat in der Vesper an den letzten sieben Adventstagen vor dem Heiligen Abend, also vom 17. bis 23. Dezember, bezeichnet. 
Die Antiphonen haben wahrscheinlich ihren Ursprung in der römischen Liturgie und sind mindestens seit dem 7. Jahrhundert bekannt. Ihre Zahl erweiterte sich im 10. Jahrhundert auf eine Zwölferreihe, bekannt sind bis zu 23 verschiedene Texte. Das römische Brevier enthält sieben O-Antiphonen. 

## Aufbau und Charakter
Die O-Antiphonen beginnen jeweils mit einer dem Alten Testament entnommenen bildhaften Anrede des erwarteten Messias, preisen sein ersehntes Wirken und münden in den Ruf „Veni!“, „Komm!“ Die Bezeichnung der Antiphonen leitet sich von der vokativen Anrufung „O“ her, mit der jede der Antiphonen beginnt. Dieses Stilmittel „verlangsamt und vertieft die ausgesprochene Sehnsucht, statt sie ungeduldig hochzujagen. Diese Vertiefung erfolgt in der eine ganze Woche durchlaufenden Variation der Namen und ihrer korrespondierenden Bitten.“
In den heiligen Messen vom 17. bis 23. Dezember wird seit der letzten Liturgiereform eine verkürzte Fassung der O-Antiphon des jeweiligen Tages als Vers im Ruf vor dem Evangelium gesungen. Am 22. Dezember lautet diese beispielsweise in der deutschen Übersetzung:

„Du König aller Völker,
du Eckstein deiner Kirche:
komm und errette den Menschen,
den du aus Erde gebildet!“

Die O-Antiphonen wie auch die Schriftlesungen der letzten Adventswoche bringen in besonderer Weise den freudigen Charakter der Adventszeit zum Ausdruck, die seit ältester Zeit (mit regional unterschiedlichen Akzenten) neben einer Buß- und Fastenzeit auch eine schon weihnachtlich geprägte Zeit der Vorfreude war.

## Der Text
| Datum        | Lateinischer Text | Deutsche Übertragung | Grundlage im Alten Testament                                                                    |
| 17. Dezember | O sapientia, quae ex ore Altissimi prodiisti, attingens a fine usque ad finem, fortiter suaviterque disponens omnia: veni ad docendum nos viam prudentiae.                  | O Weisheit, hervorgegangen aus dem Munde des Höchsten – die Welt umspannst du von einem Ende zum andern, in Kraft und Milde ordnest du alles: o komm und offenbare uns den Weg der Weisheit und Einsicht.  | Weish 7,21ff , Spr 8,12–26                                                                      |
| 18. Dezember | O Adonai et Dux domus Israel, qui Moysi in igne flammae rubi apparuisti, et ei in Sina legem dedisti: veni ad redimendum nos in bracchio extento.                           | O Adonai, Herr und Führer des Hauses Israel – im flammenden Dornbusch bist du dem Mose erschienen und hast ihm auf dem Berg das Gesetz gegeben: o komm und befreie uns mit deinem starken Arm!             | Ex 6,2 , Ex 6,6 , Ex 3,2 (Erscheinung im Dornbusch), Ex 19–20 (Gesetzgebung auf dem Berg Sinai) |
| 19. Dezember | O radix Jesse, qui stas in signum populorum, super quem continebunt reges os suum, quem gentes deprecabuntur; veni ad liberandum nos, iam noli tardare.                     | O Spross aus Isais Wurzel, gesetzt zum Zeichen für die Völker – vor dir verstummen die Herrscher der Erde, dich flehen an die Völker: o komm und errette uns, erhebe dich, säume nicht länger!             | Jes 11,10 ; vgl. Röm 15,12                                                                      |
| 20. Dezember | O clavis David et sceptrum domus Israel; qui aperis, et nemo claudit; claudis, et nemo aperit; veni et educ vinctum de domo carceris, sedentem in tenebris et umbra mortis. | O Schlüssel Davids, Zepter des Hauses Israel – du öffnest, und niemand kann schließen, du schließt, und keine Macht vermag zu öffnen: o komm und öffne den Kerker der Finsternis und die Fessel des Todes! | Jes 22,22 ; vgl. Offb 3,7                                                                       |
| 21. Dezember | O oriens, splendor lucis aeternae, et sol justitiae: veni et illumina sedentes in tenebris et umbra mortis.                                                                 | O Morgenstern, Glanz des unversehrten Lichtes, der Gerechtigkeit strahlende Sonne: o komm und erleuchte, die da sitzen in Finsternis und im Schatten des Todes!                                            | Mal 3,20 ; vgl. Lk 1,78                                                                         |
| 22. Dezember | O rex gentium et desideratus earum, lapisque angularis, qui facis utraque unum: veni et salva hominem, quem de limo formasti.                                               | O König aller Völker, ihre Erwartung und Sehnsucht; Schlussstein, der den Bau zusammenhält: o komm und errette den Menschen, den du aus Erde gebildet!                                                     | Ps 2,6–8 , Jes 33,22 , Sach 9,9–10 ; vgl. Apg 4,11 (Eckstein)                                   |
| 23. Dezember | O Immanuel, Rex et legifer noster, exspectatio gentium, et Salvator earum: veni ad salvandum nos, Domine, Deus noster.                                                      | O Immanuel, unser König und Lehrer, du Hoffnung und Heiland der Völker: o komm, eile und schaffe uns Hilfe, du unser Herr und unser Gott!                                                                  | Jes 7,14                                                                                        |

Unter anderem der Sarum-Usus sah eine achte O-Antiphon vor, O Virgo virginum. Da der Sarum-Usus in England von vielen Kathedralen übernommen wurde, wird diese O-Antiphon teilweise auch in der Liturgie der anglikanischen Kirche verwendet. Im römischen Brevier erschien die Antiphon bis zur Streichung des Festes als Magnificatantiphon der zweiten Vesper des Festes Expectatio partus Beatae Mariae Virginis am 18. Dezember. 
O Virgo virginum, quomodo fiet istud?
quia nec primam similem visa es nec habere sequentem.
Filiae Jerusalem, quid me admiramini?
Divinum est mysterium hoc quod cernitis.
O Jungfrau über allen Jungfrauen, wie kann das sein?
Denn weder vor dir noch nach dir war jemand wie du.
Töchter von Jerusalem, was staunt ihr über mich?
Ein göttliches Geheimnis ist, was ihr seht.

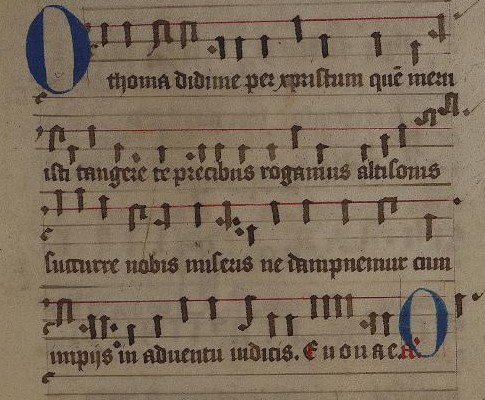
Die O-Antiphon O Thoma Didyme, die unter anderem im Rheingauer Antiphonar enthalten war.

Die O-Antiphon O Virgo virginum wird gegebenenfalls am 23. Dezember gesungen, weshalb man mit der ersten O-Antiphon O rex gentium dann schon am 16. Dezember beginnt. Andere mittelalterliche Breviere fügten am 21. Dezember O Gabriel, nuntius coelorum („O Gabriel, Bote des Himmels“) hinzu, die mit der Zeit von der Antiphon O Thoma Didyme verdrängt wurde. An manchen Kirchen kannte man im Mittelalter noch mehr O-Antiphonen, bei denen zu den genannten noch O rex pacifice („O König des Friedens“), O mundi domina („O Herrin der Welt“) und O Hierusalem („O Jerusalem“) kamen.

## Bearbeitungen und Vertonungen
Der Hymnus Veni, veni, Emmanuel besteht aus fünf Strophen, die jeweils gekürzte, metrische Fassungen von fünf der O-Antiphonen darstellen. Als seine Entstehungszeit wird traditionell das 12. Jahrhundert vermutet; die früheste nachweisbare Quelle des Textes stammt aber aus dem Jahr 1710. Der Hymnus wird regelmäßig auf die Melodie eines franziskanischen Prozessionsgesangs gesungen, die in einem französischen Manuskript des 15. Jahrhunderts dem Libera me unterlegt ist.
Aus der Paraphrase dieses Hymnus sind verschiedene bekannte Adventslieder entstanden, die teilweise in verschiedenen Fassungen vorliegen:
- O komm, o komm, Emmanuel (Text: Köln 1722; Melodie: Schmidts Gesangbuch Düsseldorf 1836 oder Kölner Gesangbuch 1852)
- Herr, send herab uns deinen Sohn (Text: Heinrich Bone in Cantate 1847[4] und im Melodien-Band von 1852[5]; Melodie: Kempten um 1000 oder Andernacher Gesangbuch, Köln 1608; mit bearbeitetem Text abgedruckt im Gotteslob Nr. 222)
- O komm, o komm, du Morgenstern (Text: Otmar Schulz 1975 nach dem englischen O come, o come Emmanuel von John Mason Neale 1851/61 und Henry Sloane Coffin 1916; Melodie: Frankreich 15. Jh.; abgedruckt im EG Nr. 19)

Neben den althergebrachten gregorianischen Melodien zu den Antiphonen existieren auch eigenständige Vertonungen in der neueren Kunstmusik, so beispielsweise von Marc-Antoine Charpentier (Antiennes “O” de l’Avent H. 36 bis 43) oder Arvo Pärt (Sieben Magnificat-Antiphonen, 1988/91) und Zsolt Gárdonyi (Seht, unser Gott wird kommen – die O-Antiphonen, 2012).
Die O-Antiphon vom 21. Dezember O Oriens wurde von einem angelsächsischen Autor des frühen 9. Jahrhunderts in der adventlichen Dichtung Christ II paraphrasiert. Die Lektüre dieser Zeilen inspirierten J. R. R. Tolkien zu einem Gedicht und waren mit ein Anlass, seine Erzählungen über Mittelerde zu schreiben.